# 中条流
中条流（ちゅうじょうりゅう、中條流）は、中条長秀を開祖とする武術の流派。短い太刀を使う剣術で有名であった。剣術以外に槍術なども伝えていた。平法中條流とも記述される。

## 歴史
中条長秀が中条家家伝の刀法と念流を合わせ自己の工夫を加えて創始したと伝えられる。室町期の京で創始されたことや、師である念阿弥慈恩が鞍馬山で修行した事などから、京八流の流れを汲む剣術とも言われる。
中条家は長秀の孫・詮秀、曾孫・満秀の代で断絶したが、流儀は長秀から甲斐豊前守広景へ継承され、さらにその門人・大橋勘解由左衛門高能から山崎右京亮昌巖へと伝わった。昌巖が戦死したため、昌巖の弟子、冨田九郎左衛門長家が後見人として昌巖の子、山崎右京亮景公と山崎内務丞景隆へと中条流を伝えた。その後、冨田家では長家から子の治部左衛門景家、景家の嫡子・冨田勢源（1523年（大永3年） - ?）、次子・冨田景政（? - 1593年（文禄2年））と代々冨田家で中条流を継承、発展させたことから一般的には冨田流と呼ばれるようになったが、山崎家や加賀藩で冨田家に次いで師範家となった関家などでは一貫して中条流として伝承された。なお、勢源の義理の甥にあたる重政が山崎家出身であったように、山崎家と冨田家は関係が深かった。山崎家の中条流は昭和初期 - 中頃までは存続していたが、現在は失伝したようである。
後の一刀流、冨田流（戸田流、當田流、外他流）等、多くの有名流派の母体となった。
山嵜正美は、上記の伝承記録が歴史資料に基づいたものではないとして、一次資料から以下の誤謬を明らかにした。
- 中條長秀の法名は沙弥元威であり、実田源秀(真傳源秀)では無い。実田源秀とは中條蕎主であり、実名は中條左馬介持保(信之)である。したがって、中條長秀(法名元威)と念流慈音(恩)との関係は無い。ただ、実田源秀が念流(総合武術)から剣の術(33手)を取り入れている。
- 中條家の術継承は3代にわたる。
- 甲斐豊前とは甲斐美濃・越前守の誤認記述である。
- 大橋勘解由左衛門尉の弟子として朝倉孫右衛門尉を記述しているが、甲斐越前の弟子で、山崎右京亮昌巖を唯一の弟子としている。父山崎右京亮龍渓が同年代の人物と考える。
- 冨田流との言動風評があったのは、中條流の越前時代での記述であり、「家ノ書」は明確に否定している。加賀時代に入り、冨田盛源の系統を引き継いだ関家・矢野家は共に山崎家と加賀藩藩校師範として勤めており、藩主に与えた免許も中條流免許を与えたと家譜に明記している。従って冨田流は存在しない。後世の誤伝となる元凶は「本朝武芸小傳」の冨田流との誤認記述である。

## 形
山崎家や富山県や石川県に残る中条流の古文書によると、二尺ほど（約60センチメートル）の短い太刀で刃長が三尺（約1メートル）長い太刀と戦う太刀の形三十三本を中心に刀（短刀を使う小具足のような技）、槍や長刀などが伝えられていた。